# アローン・イン・ザ・ダーク (映画)
『アローン・イン・ザ・ダーク』（Alone in the Dark）は、2005年に公開されたアメリカのホラー映画。ドイツの資本およびカナダで撮影されている。監督はウーヴェ・ボル。フランスのゲーム『アローン・イン・ザ・ダーク』を原作としている。2008年には続編の『アローン・イン・ザ・ダークII』が制作された。

## あらすじ
太古の昔に栄華を極め強大な文明を築きながらも、『闇の力』に触れた為に1万年前に突如として地上から姿を消したと言われる謎の部族・アビカニ族。フリーの超常現象の調査員であるエドワードは、ある日、彼らの文明の装飾品と思われる遺物を手に入れるが、その直後に銃で撃っても死なないという『謎の人物』の襲撃を受ける。
なんとか賊を撃退したエドワードだったが、その頃同時に『自分と同じ孤児院で育った20人の仲間たちが次々と失踪する』という奇妙な事件に遭遇。
過去に自分が所属していた軍の超常現象対策チームである『713部隊』の同僚に、事件の調査を依頼する彼だったが、その頃、『713部隊』は都市部に異形の怪物が大量に出現するという異常事態の対応に追われていた。
これらの一連の奇妙な事件につながりを感じた彼らは、協力しあう事で事件の真の原因を究明しようとする。

## キャスト
※括弧内は日本語吹替
- エドワード・カーンビー - クリスチャン・スレーター（高橋広司）
- アリーン・セドラック - タラ・リード（魏涼子）
- リチャード・バーク - スティーヴン・ドーフ（落合弘治）
- ライオネル・ハジェンズ博士 - マシュー・ウォーカー（佐々木敏）
- サム・フィッシャー - フランク・C・ターナー（千田光男）
- シスター・クララ - カリン・コノヴァル（沢田敏子）
- クラッシュ - キャサリン・ローグ・ハグクィスト（岡寛恵）
- マイルス - ウィル・サンダーソン
- ターナー - マイク・ドプド
- バー - ダニエル・クドモア
- チャン - フランソワーズ・イップ
- マルコ - ホスン・パク
- フィーンストラ - オナ・グローアー（根本圭子）

## ノミネート
| 賞                     | 部門           | 候補           | 結果       |
| ---------------------- | -------------- | -------------- | ---------- |
| ゴールデンラズベリー賞 | 最低主演女優賞 | タラ・リード   | ノミネート |
| ゴールデンラズベリー賞 | 最低監督賞     | ウーヴェ・ボル | ノミネート |